# Bulbophyllum sterile
Bulbophyllum sterile là một loài phong lan thuộc chi Bulbophyllum.

## Hình ảnh

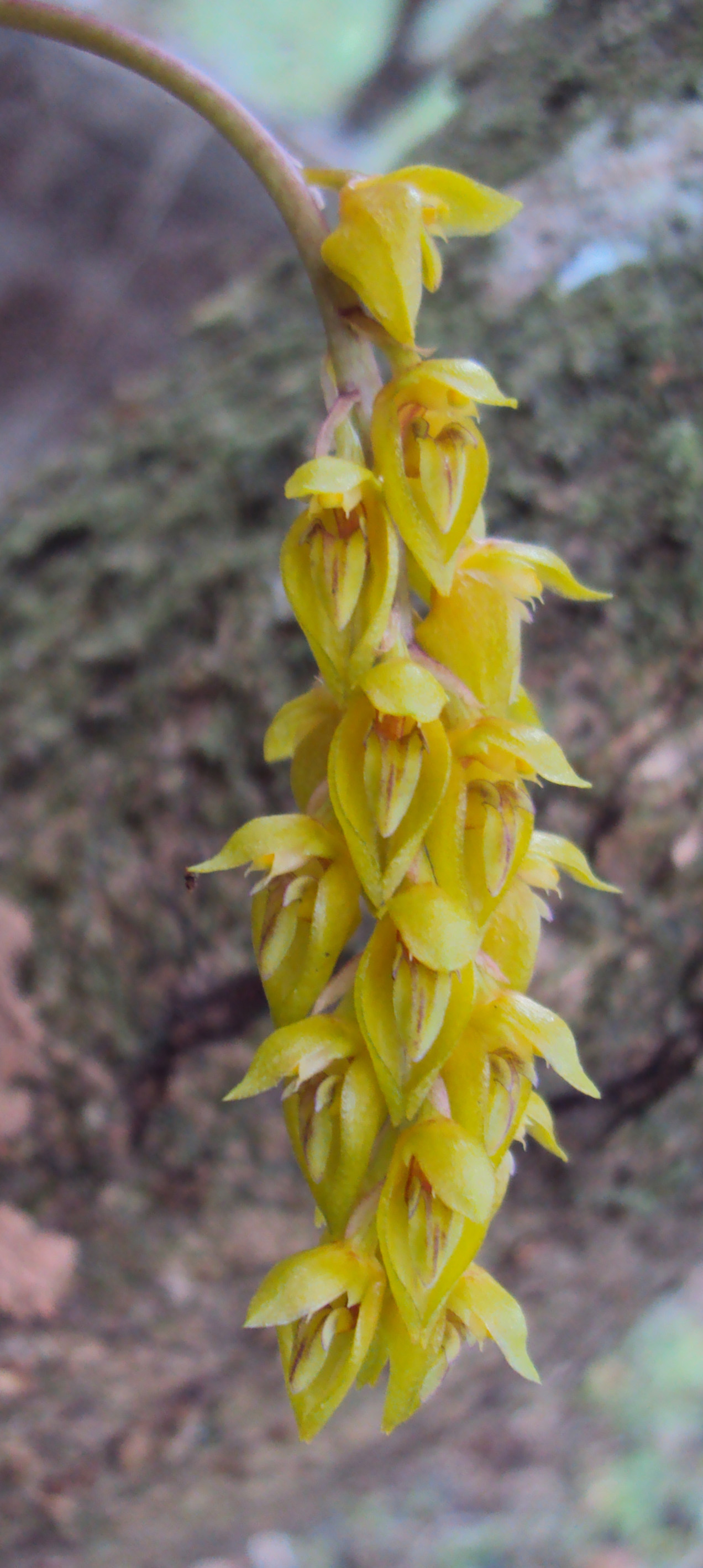
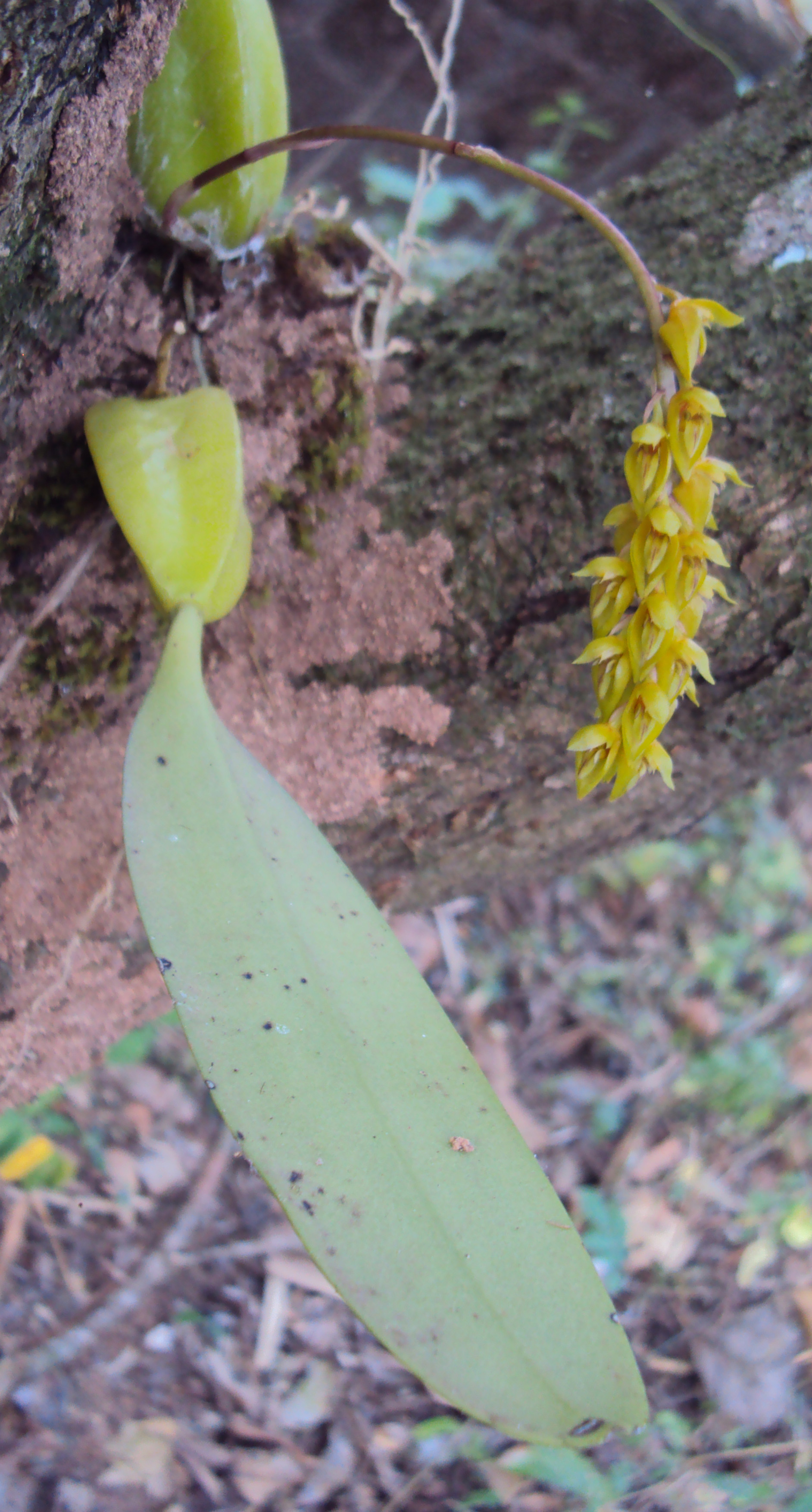
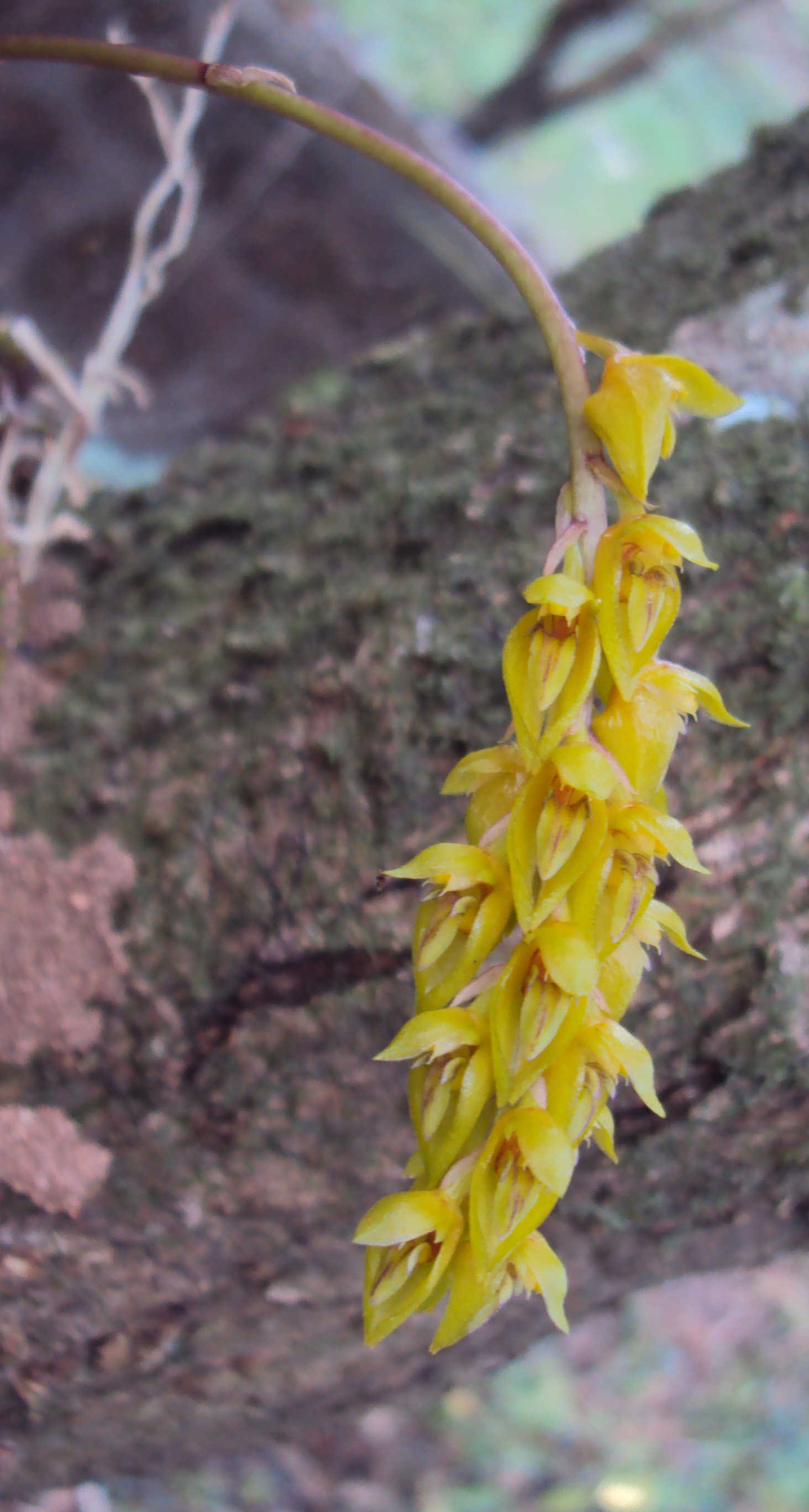
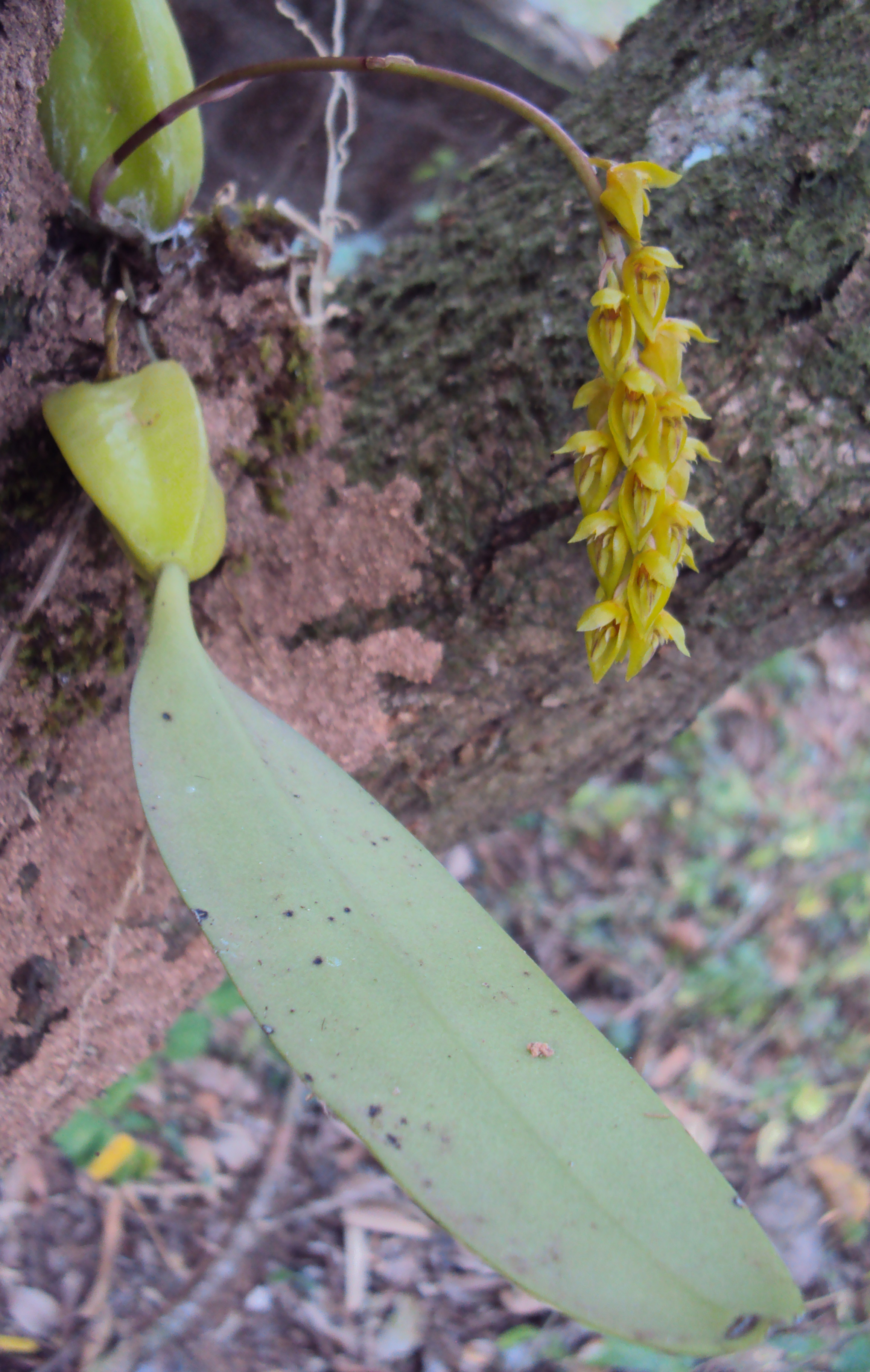